# 補陀洛山寺
補陀洛山寺（ふだらくさんじ）は和歌山県東牟婁郡那智勝浦町にある、天台宗の寺院。補陀落とはサンスクリット語の観音浄土を意味する「ポータラカ」の音訳である。
境内は国の史跡「熊野三山」の一部。ユネスコの世界遺産『紀伊山地の霊場と参詣道』（2004年〈平成16年〉7月登録）の構成資産の一部。

## 沿革
仁徳天皇の治世にインドから熊野の海岸に漂着した裸形上人によって開山されたと伝える古刹で、平安時代から江戸時代にかけて人々が観音浄土である補陀洛山へと小船で那智の浜から旅立った宗教儀礼「補陀洛渡海(補陀落渡海とも)」で知られる寺である。
江戸時代まで那智七本願の一角として大伽藍を有していたが、文化5年（1808年）の台風により主要な堂塔は全て滅失した。その後長らく仮本堂であったが、1990年に現在ある室町様式の高床式四方流宝形型の本堂が再建された。
隣接する浜の宮王子社跡には熊野三所大神社（くまのさんしょおおみわしゃ）が建つ。

## 補陀洛渡海
補陀洛は『華厳経』ではインドの南端に位置するとされる。またチベットのダライ・ラマの宮殿がポタラ宮と呼ばれたのもこれに因む。中世日本では、遥か南洋上に「補陀洛」が存在すると信じられ、これを目指して船出することを「補陀洛渡海」と称した。記録に明らかなだけでも日本の各地（那珂湊、足摺岬、室戸岬など）から40件を超える補陀洛渡海が行われており、そのうち25件がこの補陀洛山寺から出発している。

### 渡海船

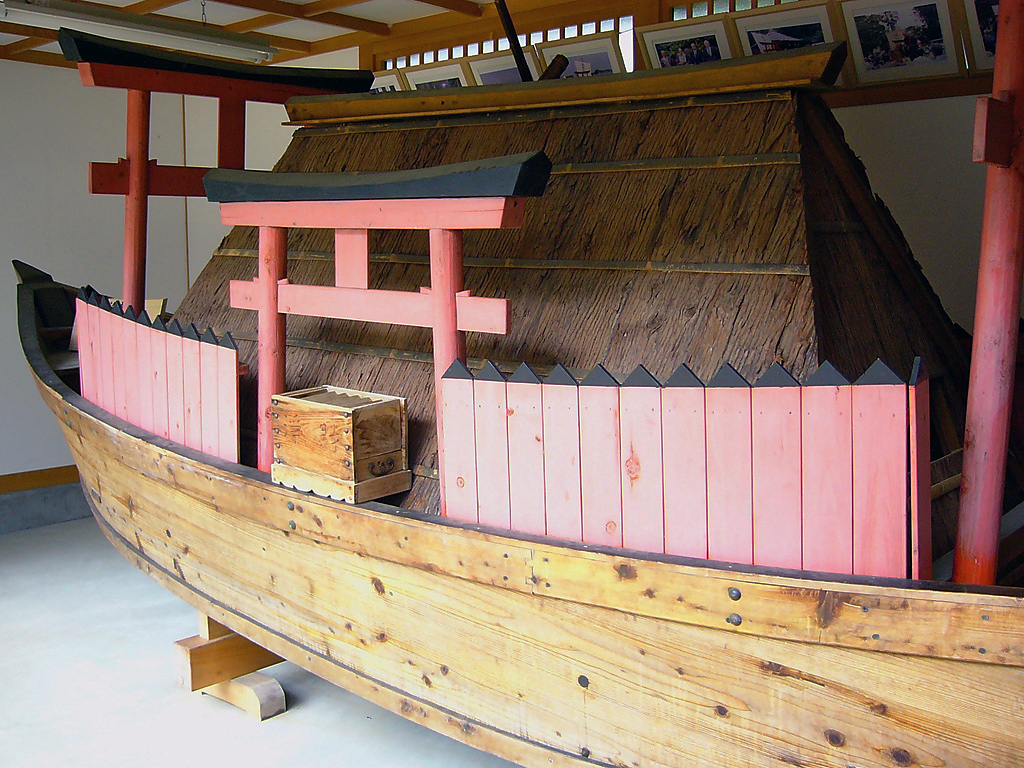
渡海船

船上に造られた屋形には扉が無い。屋形に人が入ると、出入り口に板が嵌め込まれ外から釘が打たれ固定されるためである。その屋形の四方に4つの鳥居が建っている。これは「発心門」「修行門」「菩薩門」「涅槃門」の死出の四門を表しているとされる。
渡海は北風が吹き出す旧暦の11月に行われた。渡海船は伴船に沖に曳航され、綱切島近くで綱を切られた後、朽ちたり大波によって沈むまで漂流する。もちろん、船の沈没前に渡海者が餓死・衰弱死した事例も多かったであろう。しかし、船が沈むさまを見た人も、渡海者たちの行く末を記した記録も存在しない。

### 渡海者と金光坊
渡海者たちについて詳しく記した資料は残っていないが、初期は信仰心から来る儀礼として補陀洛渡海を行っていたと考えられている。平安・鎌倉時代を通じて6名が渡海したと、補陀洛山寺に建つ石碑に記されている。これが戦国時代になると60年間で9名もの渡海者が現れたという。この頃になると、熊野三山への参詣者が減少したことから、補陀洛渡海という捨身行によって人々の願いを聞き届けるという形で宣伝され、勧進のための手段としての側面が現れたとされる。
16世紀後半、金光坊(こんこうぼう)という僧が渡海に出たものの、途中で屋形から脱出して付近の島に上陸してしまい、たちまち捕らえられて、生きたまま再び海へ投げ込まれるという事件が起こった。後にその島は「金光坊島（こんこぶじま）」とよばれるようになり、またこの事件は井上靖の小説『補陀落渡海記』の題材にもなっている。なお、江戸時代には住職が亡くなってから遺体を渡海船に載せて水葬するという形に変化したようである。

## 文化財

### 重要文化財
- 木造千手観音立像（三貌十一面千手千眼観世音菩薩） - 本尊。像高172cm、一木造、平安時代の作。1982年（昭和57年）6月5日指定[4]。

### 史跡
- 熊野三山 - 補陀洛山寺境内は国の史跡「熊野三山」の一部である（2000年〈平成12年〉11月2日指定、2002年〈平成14年〉12月19日分離・追加指定・名称変更）[1][2]。

### 和歌山県または那智勝浦町指定文化財
- 銅花瓶 1口 - 享禄2年（1529年）3月18日の陰刻銘あり。県指定有形文化財（美術工芸品、1971年〈昭和46年〉3月22日指定）[2]。
- 銅仏餉鉢 1口 - 天正5年（1577年）祐善が寄付。県指定有形文化財（美術工芸品、1971年〈昭和46年〉3月22日指定）[2]。
- 那智曼荼羅 1幅 - 町指定有形文化財（美術工芸品、1971年〈昭和46年〉3月26日指定）[2]。
- 梵天立像1躯 - 町指定有形文化財（美術工芸品、1985年〈昭和60年〉8月1日）[2]。
- 帝釈天立像 1躯 - 町指定有形文化財（美術工芸品、1985年〈昭和60年〉8月1日）[2]。
- 補陀洛山寺の渡海舟の板絵 2枚 - 町指定有形文化財（絵画、1991年〈平成3年〉2月13日指定）[2]。

### その他
- 渡海船遺物 - 享禄4年（1531年）に渡海した足駄上人の渡海木礼、渡海上人位碑、渡海船の部材が現存する。
- 脇侍 - 持国天・広目天像（平安中期）
- 「日本第一補陀洛山寺」の勅額（伝文武天皇と一条天皇の宸筆）
- 平維盛 供養塔
- 平時子 供養塔

## 祭礼・行事
- 1月27日 立春大護摩供星祭祈祷会
- 5月17日 春祭り・渡海上人供養
- 7月10日 土用護摩供・先祖供養

## 交通機関
- JR 紀勢本線 那智駅 徒歩3分

## 周辺情報
- 紀の松島
- 南紀勝浦温泉
- 狼煙半島
- 那智丹敷浦